# 东源乡 (柘荣县)
东源乡，是中华人民共和国福建省宁德市柘荣县下辖的一个乡镇级行政单位。

## 行政区划
东源乡下辖以下地区：
宝聚洋村、铁场村、太阳村、西源村、西宅村、东源村、洋边村、山岭村、仙后村、绸岭村、王家山村、鸳鸯头村、完店村、山场村、桃坑村、兰中村、上泥村和龟洋村。